# Piotr Prirodine
Piotr Prirodine - en russe : Пётр Природин et en anglais : Pyotr Prirodin - (né le 2 novembre 1953 à Tcheliabinsk en URSS et mort le 23 septembre 2016 à Moscou en Russie)) est un joueur professionnel russe de hockey sur glace. Il évoluait au poste d'attaquant.

## Carrière de joueur
Formé au Traktor Tcheliabinsk, il a évolué dans le championnat d'URSS avec le HK Dinamo Moscou. De 1982 à 1985, il intègre l'effectif du Dinamo Riga.

## Carrière internationale
Il a représenté l'URSS au niveau international. Il compte 11 sélections pour 8 buts entre 1976 et 1979.

## Trophées et honneurs personnels
- URSS, membre de la meilleure ligne :
  - 1977 : Piotr Prirodine, Aleksandr Maltsev, Aleksandr Golikov
  - 1979 : Piotr Prirodine, Vladimir Golikov, Aleksandr Golikov[3].

## Statistiques
Pour les significations des abréviations, voir Statistiques du hockey sur glace.
| Saison  | Équipe        | Ligue |    | Saison régulière | Saison régulière | Saison régulière | Saison régulière | Saison régulière |   | Séries éliminatoires | Séries éliminatoires | Séries éliminatoires | Séries éliminatoires | Séries éliminatoires |
| Saison  | Équipe        | Ligue | PJ | B                | A                | Pts              | Pun              | PJ               | B | A                    | Pts                  | Pun                  |                      |                      |
| 1976-77 | Dinamo Moscou | URSS  |    | 22               | 23               | 45               |                  |                  |   |                      |                      |                      |                      |                      |
| 1977-78 | Dinamo Moscou | URSS  |    | 20               | 16               | 36               |                  |                  |   |                      |                      |                      |                      |                      |
| 1978-79 | Dinamo Moscou | URSS  | 44 | 32               | 30               | 62               | 28               |                  |   |                      |                      |                      |                      |                      |
| 1979-80 | Dinamo Moscou | URSS  | 43 | 27               | 18               | 45               | 16               |                  |   |                      |                      |                      |                      |                      |
| 1980-81 | Dinamo Moscou | URSS  |    | 29               | 12               | 41               | 16               |                  |   |                      |                      |                      |                      |                      |
| 1981-82 | Dinamo Moscou | URSS  |    | 7                | 7                | 14               | 0                |                  |   |                      |                      |                      |                      |                      |
| 1982-83 | Dinamo Riga   | URSS  | 45 | 22               | 21               | 43               | 8                |                  |   |                      |                      |                      |                      |                      |
| 1983-84 | Dinamo Riga   | URSS  | 36 | 9                | 14               | 23               | 12               |                  |   |                      |                      |                      |                      |                      |
| 1984-85 | Dinamo Riga   | URSS  | 29 | 14               | 2                | 16               | 8                |                  |   |                      |                      |                      |                      |                      |